# Girolamo Bentivoglio
Girolamo Bentivoglio (falecido a 12 de abril de 1601) foi um prelado católico romano que serviu como bispo de Corneto (Tarquinia) e Montefiascone (1580–1601).

## Biografia
No dia 7 de outubro de 1580, Girolamo Bentivoglio foi nomeado como Bispo de Corneto (Tarquinia) e Montefiascone. A 13 de novembro de 1580, foi consagrado bispo por Giulio Antonio Santorio, cardeal-sacerdote de San Bartolomeo all'Isola, com Thomas Goldwell, bispo de Saint Asaph, e Filippo Spinola, bispo de Nola, servindo como co-consagradores. Serviu como bispo de Corneto (Tarquinia) e Montefiascone até à sua morte a 12 de abril de 1601.